# Erhardt Klonk
Erhardt Klonk (* 20. Juni 1898 in Rinteln; † 4. März 1984 in Marburg) war ein deutscher Maler und Glasmaler.

## Leben
Erhardt Klonk verbrachte seine Jugend in Marburg. Nachdem er im Ersten Weltkrieg schwer verwundet worden war, studierte er bei Otto Ubbelohde in Goßfelden. Ab 1921 besuchte er die Akademie in München und begann mit Gesangsunterricht. Ab 1922 erhielt er zudem Schauspielunterricht. Es folgten Engagements in München und Leipzig.
1926 widmete Klonk sich wieder der Malerei und zog aus München weg. Nach einem Besuch in der Marburger Elisabethkirche begann er sich mit der Glasmalerei auseinanderzusetzen. Es folgten Aufenthalte in Frankreich und Quedlinburg. 1935 wurde er zum Lehrbeauftragten an der Staatlichen Kunstakademie Düsseldorf ernannt.
Infolge des Zweiten Weltkriegs konnte Klonk seine Tätigkeit an der Kunstakademie nicht mehr ausführen. Er widmete sich wieder dem Schauspiel und arbeitete auch als Bühnenbildner. Vermutlich 1952 gründete Erhardt Klonk eine eigene Glasmalerwerkstatt bei Marburg. Später stieg sein Sohn Erhardt Jakobus Klonk in den Betrieb ein und führte die Werkstatt in Oberrosphe von 1970 bis 2009 weiter.

## Werk
Erhardt Klonk schuf über 300 Kirchenfenster, vor allem in Hessen. 1927 entstanden zwei Fenster für die evangelische Stadtkirche in Ziegenhain, 1928 ein Fenster für die evangelische Kirche in Moischt. 1935 entwarf und fertigte er das Oberlicht in der Weihehalle des Marine-Ehrenmals Laboe. Nach dem Krieg führte er 1961–1963 die Kompletterneuerung der Glasfenster der Gießener Johanneskirche durch. 1967 vollendete er auch die großen, als Triptychon gestalteten Kirchenfenster der evangelischen Matthäuskirche in Berlin-Steglitz mit den Motiven Taufe und Abendmahl sowie vier kleine Fenster zum Thema Auferstehung.
Des Weiteren war Klonk als Maler tätig und schuf Aquarelle, Ölgemälde, Mosaike, Wandmalereien und Sgraffiti. Einige dieser Arbeiten befinden sich im Besitz der Staatlichen Kunstsammlung in Kassel. Der Nachlass befindet sich im Landeskirchlichen Archiv Kassel und enthält 177 Entwürfe von Glasfenstern und Wandgestaltungen.